# Људи који за себе тврде да су Буда
Следи списак људи који су тврдили да су пробуђени.
Људи описани испод су:
- тврдили да су достигли пробуђење и постали Буда
- тврдили да су манифестације бодисатве
- били идентификовани као Буда (иако се у већини школа будизма вјерује да је Буда ушао у паринирвануи на тај начин превазишао поновно рођење)
- сматрани Будама или бодисатвама, зато што су идентификовани као једна од њихових реинкарнација (нпр. Далај Лама, Панћен Лама), због популарности или због доказа у облику неких повољних знакова.

У последње време порастао је број оних који за себе тврде да су Maitreya, наследник Буде у наредном космичком циклусу. Многи користе ту тврдњу како би оформили неку нову будистичку школу или нови религиозни покрет или култ.

## Списак
- - легендарни ратник из периода династије Хан и Три краљевства у старој Кини. Данас га многи људи, уклјучујући полицију и мафију у Кини, сматрају божанским објектом поштовања. У појединим школама таоизма и кинеског будизма сматра се божанском или полубожанском личношћу. Овакав статус датира још из периода Династије Суи. Многи га будисти прихватају као бодисатву који чува њихову вјеру и храмове. На Санскриту, његово се име изговара као Сангхарама.
- - једина жена која је владала Кином у историји те земље, оснивач Друге Жо Династије. Владала је под називом Шенгшен. Заступајући будизам добила је подршку народа, али је у исто време немилосрдно прогањала своје противнике у оквиру краљевске породице и племства. Прогласила се инкарнацијом Маитреје и начинила Луојанг „светом престоницом“.
- - Корејски ратни диктатор и краљ краткотрајне државе Тебонг током 10. века. За себе је тврдио да је инкарнација Маитреје и наредио својим поданицима да га обожавају. Већина будистичких монаха га није прихватало као таквог а касније су га свргнули са власти и убили управо његови поданици.
- Далај Ламе - у Тибетанском будизму, узастопне Далај Ламе образују tulku лозу вођа гелугпа школе још од 1391. године. Следбеници тибетанског будизма вјерују да је Далај Лама једна од небројених инкарнација Avalokitesvara, бодисатве саосећања. Између 17. века и 1959., Далај Лама је био на челу тибетанске владе, управљајући великим делом земље из главног града Ласе. Далај Лама је врховна личност у тибетанском будизму, и вође све четири школе га сматрају врховним ламом тибетанске традиције. Тренутни Далај Лама је Тензин Ђатсо, 14. по реду у лози.
- - познат и као Цар Таи Зу. Оснивач и владар Династије Ћинг. Веровао је да је био инкарнација бодисатве Манђушрија.
- - 17. патријарх I-Куан Таоа. Следбеници I-Куан Таоа вјерују да је он вођа Ере „Бијелог Сунца“, ере апокалипсе, и према томе инкарнација Маитреје.
- Питер Доуно - познат и као Мајстор Беинса Доуно. Духовни учитељ, оснивач Езотеричног хришћанства. Поједини ученици аустријског филозофа Рудолфа Штајнера су крајем 20. века идентификовали Мајстора Доуноа као манифестацију Маитреје.
- Самаел Аун Веор - u својој књизи „Порука Водолије“ изјавио да „Маитреја Буда Самаел је Калки аватар новог доба." Овај Калки аватар и Маитреја Буда, тврдио је, исти су Бијели Јахач из Књиге откровења.
- Џим Џонс - вођа култа под називом Храм народа. Како би привукао људе свом религиозном покрету, тврдио је да је инкарнација Буде, као и Исуса Христа, Фараона Акхенатона, и Владимира Иљича Лењина.
- Рут Норман (Уриел) - оснивач Унариус Академије Наука. Тврди да је имао 55 прошлих живота, од којих су неки били реинкарнације Буде, Сократа, Краља Артура, Конфучија и краља Атлантиде.
- Лу Шенг-јен - оснивач и духовни учитељ новокомпоноване будистичке лозе назване Истинска будистичка школа. Тврди да је, током касних 80-их, достигао просветљење за време тренинга под безобличним учитељем. Лу тврди да је инкарнација Падмакумаре, божанства у Западној чистој земљи. Од тада, за себе каже да је „Живи Буда Лиан Шенг“.
- Ћинг Хаи - мајстор медитације који тврди да је инкарнација Бога, Буде и бодисатве Avalokitesvara. Познатија као Кван Јин, називу по којем је назван њен метод медитације.
- Ли Хонгџи - оснивач фалун гонг. Иако је демантовао тврдњу да се самопрогласио за Буду, на више слика се може видјети како носи касају, монашки огртач, позирајући као Буда.
- Рам Бахадур Бомјон - 19-годишњи непалски аскета којег многи поздрављју као новог Буду. Према његовом брату Гангађиту, „веома јасно и бијело“ свијетло различито од „сунчеве свјетлости“ је потекло из његове главе. Осмог новембра 2005., Рам је устао и рекао присутнима: „Реците људима да ме не називају Будом. Ја немам Будину енергију. На нивоу сам ринпочеа." Упркос његовим протестима да није достигао просветљење, многи настављају да га сматрају Будом.
- Л. Рон Хабард - Оснивач Сајентологије, у својој књизи Hymn of Asia тврдио је да је инкарнација Буде.